# Liste der Monuments historiques in Gauriaguet
Die Liste der Monuments historiques in Gauriaguet führt die Monuments historiques in der französischen Gemeinde Gauriaguet auf.

## Liste der Objekte
| Bezeichnung                    | Beschreibung                    | Standort                           | Kennzeichnung | Schutzstatus | Datum | Bild |
| ------------------------------ | ------------------------------- | ---------------------------------- | ------------- | ------------ | ----- | ---- |
| Altar mit Retabel              | Holz und Stuck, 18. Jahrhundert | in der Kirche St-Symphorien (Lage) | PM33000518    | Classé       | 1970  |      |
| Altar mit Retabel und Skulptur | Holz, 18. Jahrhundert           | in der Kirche St-Symphorien (Lage) | PM33000519    | Classé       | 1970  |      |